# Earthworm Jim 4
Earthworm Jim 4 — планируемая компьютерная игра из серии Earthworm Jim. Первоначально игра была анонсирована компанией Interplay Entertainment в 2008 году, а в мае 2011 года Interplay охарактеризовала её как «всё ещё находящуюся в разработке». В течение следующего десятилетия отдельные разработчики оспаривали статус её разработки, пока в мае 2019 года не было объявлено, что игра разрабатывается для игровой системы Intellivision Amico. Отсутствие новостей в последующие годы снова привело к предположениям о том, что разработка игры приостановлена или прекращена.

## Разработка

### Проект Interplay
После негласной отмены запланированной игры серии Earthworm Jim для PlayStation Portable в середине 2007 года, уже в ноябре 2007 года появились слухи о новой игре серии. Это произошло когда Interplay, ранее прекратившая разработку игр по причине финансовых проблем, анонсировала возобновление разработки игр, перечислив Earthworm Jim среди серий, которые будут возрождены. Официальный анонс игры под названием Earthworm Jim 4 состоялся 22 апреля 2008 года. Interplay также сообщила, что оригинальный создатель Червяка Джима и актёр озвучивания Дуг Тен-Нэйпел вернётся в качестве «творческого консультанта». Несмотря на отсутствие информации о целевой игровой консоли и ожидаемой дате релиза, компания заявила о планах создания нового анимационного сериала и, в дальнейшем, художественного фильма, приуроченных к выходу игры.

### Начало разработки
В течение более двух лет никаких новостей об игре не поступало, пока в апреле 2010 года не появились слухи о том, что Тен-Нэйпел начал подтверждать детали об игре, в частности, что он активно работает над проектом и что игра будет выпущена для Nintendo Wii. Позднее Тен-Нэйпел опроверг все слухи как ложные; он не работал над Earthworm Jim 4 и вообще никакой работы над игрой не велось. Тен-Нэйпел заявил:
«Interplay заинтересована в качественной разработке игры! Мы обсуждаем проект уже два года. Они хотят моего участия, но игровая индустрия сейчас переживает сложный период. Им необходимо привлечь значительное финансирование для полноценной разработки игры… В наших первоначальных обсуждениях мы предварительно рассматривали идеи для Wii. Это НЕ подтверждение, как написал тот человек. Мы не представляли концепцию Nintendo… Как и во всем в игровой индустрии, вся ситуация может кардинально измениться, и многие детали проекта могут быть пересмотрены. Фанаты не понимают, насколько неопределенными являются вещи в начале разработки игры. Потребуется минимум два года для выпуска игры, и это после того, как мы подтвердим бюджет и платформу. Игра с такой же вероятностью может быть отменена, перенесена на iPhone или стать вариацией Jim Tetris, как и выйти на Wii. Люди не понимают, насколько нестабильна разработка игр на начальной стадии».
Тен-Нэйпел также отметил необходимость привлечения участников оригинальной команды разработки (таких как Дэвид Перри и Ник Брути) и важность адаптации к более высоким производственным стандартам и требованиям современного поколения игровых консолей. В целом он заявил, что, хотя Interplay по-прежнему заинтересована в создании игры, никаких работ по разработке или согласования условий завершено не было.
Прошёл ещё один год, прежде чем появилась новая информация об игре. В мае 2011 года Interplay объявила о повторных финансовых трудностях, включая «значительную задолженность» и продолжающиеся операционные убытки, что могло поставить под угрозу реализацию многих будущих проектов. Несмотря на комментарии Тен-Нэйпела годом ранее, в данных отчётах Interplay охарактеризовала игру как «Earthworm Jim 4 — проект, всё ещё находящийся в разработке, но на неопределённой стадии».

На конференции «Develop» в июле 2012 года основатель Shiny Entertainment Дэвид Перри заявил о своей уверенности в том, что новая игра серии Earthworm Jim будет создана. По его словам, проблема заключается в вопросе «когда», а не «будет ли», поскольку, хотя участники команды разработки активно обсуждают проект, все они заняты собственными проектами и компаниями. Возможная предпосылка игры, которую он описал, выглядела следующим образом:
Ранее мы обсуждали, что Джим находился на пенсии… Он сидел дома, смотрел фильмы и ел попкорн. Теперь у него серьёзный избыточный вес. План заключался в том, чтобы начать с того момента, когда он буквально встаёт с дивана, и это создаёт проблемы, поскольку он давно ничего не делал. Но ему снова нужно вернуться к активным действиям.
 Хотя детали того, как физическое состояние Джима повлияет на игровой дизайн, остаются неопределёнными, Перри упомянул, что достаточно уверен в том, что игра будет двухмерной. В октябре 2015 года оригинальный ведущий художник Earthworm Jim Ник Брути провёл сессию вопросов и ответов на Reddit, где он рассказал о проблемах, с которыми столкнулась четвёртая игра серии: 
Новая игра EWJ с оригинальной командой почти состоялась около 5 лет назад, но не удалось договориться с владельцами прав на интеллектуальную собственность. Думаю, все были бы готовы когда-нибудь этим заняться. Это кажется незавершённым делом, но сложно скоординировать всех. Я бы не стал делать это без ключевых участников команды.

### Intellivision Amico
В мае 2019 года новая игра серии Earthworm Jim была анонсирована президентом Intellivision Entertainment и композитором первой и второй игр, Томми Талларико. Игра должна была стать эксклюзивом для игровой системы Intellivision Amico, разработка которой впоследствии была прекращена. В проекте участвовали члены оригинальной команды разработки, включая Дага Тен-Нэйпела, Томми Талларико, Дэвида Перри, Ника Брути, Николаса Джонса, Тома Танаку, Стива Кроу, Эдварда Скофилда и Майка Дитца. Когда после заявлений Тен-Нэйпела по поводу движения Black Lives Matter потребовались разъяснения, он и Талларико пояснили, что роль Тен-Нэйпела ограничивалась неформальным консультированием.
4 мая 2019 года команда разработчиков провела прямую трансляцию, в ходе которой представила первоначальные планы по игре. Среди объявленных деталей было указано, что игра будет выполнена в двухмерной перспективе, как и первые две игры серии; однако, в отличие от них, будет включать режим локальной многопользовательской игры. Игра не станет перезапуском предыдущих частей серии и потенциально будет содержать элементы как приквела, так и сиквела. Окончательное название игры также оставалось предметом обсуждения.
Выход игры был запланирован на период после релиза консоли Amico, который первоначально был назначен на октябрь 2020 года, но был отложен из-за пандемии COVID-19 сначала на апрель 2021 года, а затем на октябрь 2021 года. В августе 2020 года, одновременно с новостями о первой задержке игровой системы, был выпущен первый игровой трейлер.В начале 2023 года игровой веб-сайт Time Extension обратился к участникам команды разработчиков за информацией о текущем состоянии игры; хотя никто из них официально не подтвердил её отмену, Джонс заявил, что не выполнял никакой работы помимо предварительных обсуждений несколько лет назад, аналогично Перри, который предполагал, что разработка игры приостановлена, что привело к предположениям о том, что игра была отменена.

## Ссылка
- Запись в прямом эфире первоначальной встречи дизайна Intellivision